# Allocosa plumipes
Allocosa plumipes là một loài nhện trong họ wolfspinnen (Lycosidae).
Loài này thuộc chi Allocosa. Allocosa plumipes được Carl Friedrich Roewer miêu tả năm 1959.